# Zlatna poluga
Zlatna poluga, takođe nazvana zlatna šipka ili zlatni ingot, je količina rafinisanog metalnog zlata bilo kog oblika koju pravi proizvođač poluga koji ispunjava standardne uslove proizvodnje, označavanja i čuvanja evidencije. Veće zlatne poluge koje se proizvode izlivanjem rastopljenog metala u kalupe nazivaju se ingoti.
Manje poluge se mogu proizvoditi kovanjem ili štancanjem od odgovarajuće valjanih zlatnih limova. Standardna zlatna poluga koju centralne banke drže kao zlatne rezerve i kojom se trguje među trgovcima zlatom je zlatna poluga dobre isporuke od 400 troja (12,4 kilograma; 438,9 unci). Kilobar, čija je masa 1.000 grama (32,15 troj unci), i poluga zlata od 100 troj unci su poluge kojima je lakše upravljati i koje se u velikoj meri koriste za trgovanje i ulaganja. Premija na ove poluge kada se trguje je veoma niska u odnosu na spot vrednosti zlata, što ga čini idealnim za male transfere između banaka i trgovaca. Većina zlatnih poluga je ravna, iako neki investitori, posebno u Evropi, preferiraju oblik cigle.
Narodna Banka Srbije kaže da je po propisima Republike Srbije dozvoljeno trgovati zlatnim polugama.

## Vrste zlatnih poluge

### Kovane zlatne poluge
Na osnovu načina na koji se proizvode, zlatne poluge se kategorišu kao livene ili kovane, pri čemu se obe razlikuju po izgledu i ceni. Livene poluge se prave na sličan način kao kod ingota, pri čemu se rastopljeno zlato sipa u kalup u obliku šipke i ostavlja da se očvrsne. Ovaj proces često dovodi do deformisanih poluga sa neravnim površinama koje, iako nesavršene, čine svaku šipku jedinstvenom i lakšom za identifikaciju. 

### Livene zlatne poluge
Livene zlatne poluge su takođe jeftinije od kovanih šipki, jer se brže proizvode i zahtevaju manje rukovanja.
Kovane poluge se prave od zlatnih blankova koji su od ravnog komada zlata isečeni na potrebnu dimenziju. Oni se identifikuju tako što imaju glatke i ravne površine.

## Bezbednosne funkcije
Da bi sprečili falsifikovanje ili krađu šipki, proizvođači su razvili načine za proveru originalnih poluga, a najčešći način je brendiranje zlatnih poluga sa registrovanim serijskim brojevima ili obezbeđivanje sertifikata o autentičnosti. U nedavnom trendu, mnoge kovnice bi utiskivale serijske brojeve čak i na najmanjim polugama, a broj na šipki bi trebalo da odgovara broju na pratećem sertifikatu.
Za razliku od livenih zlatnih poluga (kojima se često rukuje direktno), kovane poluge su generalno zapečaćene u zaštitnom pakovanju kako bi se sprečilo neovlašćeno korišćenje i sprečilo njihovo oštećenje. Sigurnosna funkcija holograma poznata kao Kinegram takođe se može umetnuti u pakovanje. Zlatne poluge koje ih sadrže nazivaju se Kinebari.

## Standardne jedinice težine zlatnih poluga
Cene zlata (US$ po troj unci), u nominalnim američkim dolarima i inflacija prilagođene US$ od 1914. nadalje.
Zlato se meri u troj uncama, koje se često jednostavno nazivaju uncama kada je evidentna referenca na zlato. Jedna troj unca je ekvivalentna 31,1034768 grama. Obično se sreće u svakodnevnom životu avoirdupois unca, imperijalna težina u zemljama koje još uvek koriste britanske težine i mere ili uobičajene jedinice Sjedinjenih Država. Avoirdupois unca je lakša od troj unce; jedna avoirdupois unca je 28,349523125 grama.
Standardna zlatna poluga koju centralne banke i trgovci polugama drže i kojima se međunarodno trguje je Good Delivery poluga sa nominalnom težinom od 400 oz (12,4 kg; 438,9 oz). 
Međutim, njegov precizan sadržaj zlata je dozvoljen da varira između 350 ozt (10,9 kg; 384,0 oz) i 430 ozt (13,4 kg; 471,8 oz). Minimalna potrebna čistoća je 99,5% zlata. Ove poluge moraju biti uskladištene u priznatim i bezbednim trezorima zlatnih poluga kako bi zadržali status kvaliteta dobre isporuke. Zabeleženo poreklo ove poluge obezbeđuje integritet i maksimalnu vrednost preprodaje.
Jedna tona = 1.000 kilograma = 32.150,746 troj unci.
Jedan kilogram = 1.000 grama = 32,15074656 troj unci.
Jedna tola = 11,6638038 grama = 0,375 troj unci.
Jedan tael = 50 grama
TT (deset tola) = 117 grama (3,75 oz)
Tola je tradicionalna indijska mera za težinu zlata i preovladava do danas. Mnogi međunarodni proizvođači zlata isporučuju tola poluge čistoće 999,96.
Zlatne poluge se još koriste i za investiciono zlato.

## Najveća zlatna poluga
Najveća zlatna poluga na svetu ima 250 kg (551 lb), a pri dnu je 455 mm × 225 mm (17,9 in × 8,9 in) i 170 mm (6,7 in) visoka sa uglom od 5 stepeni (jednako 15,730 cm³ ili 960 cu in). Proizvela ga je Mitsubishi Materials Corporation, podružnica Mitsubishi. Bio je izložen u Muzeju zlata Toi 11. jula 2005. Njegov sadržaj zlata procenjen je 2005. na 400 miliona jena (približno 3.684.000 američkih dolara u to vreme). Od 18. avgusta 2020. vredi približno 16,1 miliona američkih dolara, ne računajući premiju povezanu sa najvećom zlatnom polugom na svetu.